# Anatoli Budáiev
Anatoli Budáiev (Minsk, 31 de marzo de 1969 - ibídem, 18 de julio de 2013) fue un futbolista profesional bielorruso que jugaba en la demarcación de defensa.

## Biografía
Anatoli Budáiev debutó como futbolista profesional en 1995 con el FC Fomalgaut Borisov a los 26 años de edad. Tras un años en el club, fichó por el FC Torpedo Zhodino durante dos años y medio. En el mercado de invierno de 1998 fue traspasado al FC BATE Borísov para completar la temporada. A los pocos días fichó por el Shajtior Soligorsk, equipo en el que permaneció durante nueve años, retirándose del fútbol en 2007 a los 38 años de edad. Con el club consiguió una copa de Bielorrusia en 2004 y una Vysshaya Liga en 2005.
Anatoli Budáiev falleció el 18 de julio de 2013 a los 44 años de edad.

## Clubes
| Club                 | País        | Año         |
| -------------------- | ----------- | ----------- |
| FC Fomalgaut Borisov | Bielorrusia | 1995 - 1996 |
| FC Torpedo Zhodino   | Bielorrusia | 1996 - 1998 |
| FC BATE Borisov      | Bielorrusia | 1998        |
| Shakhtyor Soligorsk  | Bielorrusia | 1998 - 2007 |

## Palmarés
Shakhtyor Soligorsk
- Copa de Bielorrusia: 2004
- Vysshaya Liga: 2005